# 王梵志
王梵志（？—？），原名梵天，黎陽（今河南浚縣東南）人，唐初白話詩人，詩僧。生平事迹不详。
其詩語言淺近，在當時頗有影響，人謂“不守經典，皆陳俗語，非但智士回意，實易愚夫改容，遠近傳聞，勸懲令善”。约在八、九世纪间传入日本。对唐代诗人寒山等创作有较大影响，王维、顾况、白居易、皎然等也有风格近似的诗作。宋代还有仿作。明清以后因作品不容於正統，大部已佚，《全唐诗》未收。敦煌藏经洞发现其诗手抄本后，才又获国内外重视。
后人的辑本有1925年刘复校录本，1935年郑振铎校补本。張錫厚《王梵志詩校輯》，收集敦煌本王梵志詩集以及散見的佚詩，比较完备。

## 评价
宋黄庭坚《豫章黄先生文集》卷三十有《书“梵志翻着袜”诗》一文，其中说：“（梵志翻着袜诗）一切众生颠倒，类皆如此，乃知梵志是大修行人也。”
宋陈善《扪虱新话》卷五云：“知梵志翻着袜法，则可以作文；知九方皋相马法，则可以观文章。”
胡适在1940年代选注“每天一首诗”，汇集自己特别钟爱的古代绝句，将王梵志《翻着袜》一诗放在卷首。

## 代表作品
《我昔未生时》
|  | 我昔未生时，冥冥无所知。 天公强生我，生我复何为？ |

|  | 无衣使我寒，无食使我饥。 还你天公我，还我未生时。 |

《翻着袜》
|  | 梵志翻着袜， 人皆道是错。 |

|  | 乍可刺你眼， 不可隐我脚。 |

《吾富有錢時》
|  | 吾富有錢時，婦兒看我好。 吾若脫衣裳，與吾疊袍襖。 |

|  | 吾出經求去，送吾即上道。 將錢入捨來，見吾滿面笑。 |

|  | 繞吾白鴿旋，恰似鸚鵡鳥。 邂逅暫時貧，看吾即貌哨。 |

|  | 人有七貧時，七富還相報。 圖財不顧人，且看來時道。 |

《土饅頭》
|  | 城外土饅頭，饀草在城裏。 一人喫一個，莫嫌沒滋味。 |